# Danie Marais
Pour les articles homonymes, voir Marais (homonymie).
Daniel Dawid Marais dit Danie Marais, né le 10 septembre 1992, est un nageur sud-africain.

## Carrière
Aux Championnats d'Afrique de natation 2010 à Casablanca, Daniel Marais obtient la médaille d'or du 4 x 200 mètres nage libre et la médaille d'argent du 5 kilomètres en eau libre.
Il est médaillé de bronze du 5 kilomètres en eau libre aux Championnats d'Afrique de natation 2016 à Bloemfontein.